# Melieria obscuripes
Melieria obscuripes är en tvåvingeart som först beskrevs av Friedrich Hermann Loew 1873.  Melieria obscuripes ingår i släktet Melieria och familjen fläckflugor. Inga underarter finns listade i Catalogue of Life.